# 2013-as Australian Open
A 2013-as Australian Open az év első Grand Slam-tornája, az Australian Open 101. kiadása volt. 2013. január 14. és január 27. között rendezték meg a Melbourne-ben található Melbourne Parkban.

## Győztesek
Férfi egyes
A férfi egyesek küzdelmét a címvédő és világelső Novak Đoković nyerte meg, miután a 3 óra 40 percig tartó fináléban 6–7(2), 7–6(3), 6–3, 6–2-re legyőzte a brit Andy Murray-t. A szerb játékos lett ezzel az első férfiteniszező a nyílt érában, aki három egymást követő évben megnyerte a tornát, miután 2011-ben és 2012-ben is ő diadalmaskodott. Mivel pedig 2008-ban szintén győztesen fejezte be a viadalt, csatlakozott az Australian Open trófeáját korábban ugyancsak négyszer elhódító, s ezzel csúcstartó Andre Agassihoz és Roger Federerhez. Đoković emellett a 2011-es wimbledoni versenyen és a 2011-es US Openen is veretlen maradt, így összességében a hatodik Grand Slam-viadalát fejezte be sikerrel.
Női egyes
A nőknél szintén címvédés történt, a világelső Viktorija Azaranka ezúttal a kínai Li Nát múlta felül 4–6, 6–4, 6–3 arányban, 2 óra 40 perc alatt. A fehérorosz játékos pályafutása második Grand Slam-diadalát aratta az előző évi Australian Open után. Akkor az volt a tét, hogy életében először meg tudja-e szerezni a világelsőséget, míg ebben a fináléban az, meg tudja-e tartani, mivel veresége esetén Serena Williams került volna a világranglista élére.
Férfi páros
A férfiak páros tornáját a Bryan-fivérek, Bob és Mike nyerték meg, a fináléban 6–3, 6–4-re legyőzve a holland Robin Haase–Igor Sijsling-párost. A két amerikai játékos pályafutása tizenharmadik Grand Slam-győzelmét aratta, ezzel egyedüli csúcstartókká váltak a férfipárosok örökranglistáján. Korábban a John Newcombe–Tony Roche-kettőssel holtversenyben vezették a rangsort, akik győzelmeik egy részét az open érát megelőző időszakban szerezték. Összességében a nyolcvannegyedik közös tornagyőzelmét ünnepelhette a két testvér.
Női páros
A női párosok versenyét az olasz Sara Errani–Roberta Vinci-kettős nyerte meg, miután a döntőben 6–2, 3–6, 6–2-ra legyőzték az ausztrál Ashleigh Barty–Casey Dellacqua-duót. A két olasz játékos harmadik Grand Slam-diadalát aratta az előző évben megnyert Roland Garros és US Open után. Az utolsó négy major tornájukon húsz mérkőzést fejeztek be győztesen, s csupán egyet veszítettek el, a 2012-es wimbledoni verseny negyeddöntőjét az Andrea Hlaváčková–Lucie Hradecká-kettőssel szemben. Összességében ez volt a tizennegyedik közös tornagyőzelmük.
Vegyes páros
A vegyes párosoknál a szabadkártyával induló ausztrál Jarmila Gajdošová–Matthew Ebden-kettős diadalmaskodott, miután 73 perc alatt 6–3, 7–5-re legyőzték a cseh Lucie Hradecká–František Čermák-duót. Mindkét hazai játékos első Grand Slam-győzelmét aratta, beleértve a többi versenyszámot is. Először fordult elő a 2005-ös viadal óta, hogy egy ausztrál kettős nyerte a vegyes párosok küzdelmét, akkor Samantha Stosur és Scott Draper diadalmaskodott. A nyílt éra kezdete, azaz 1968 óta is csupán harmadszor volt példa hasonló hazai sikerre, első alkalommal 1992-ben, amikor Nicole Provis és Mark Woodforde győzött.

## Döntők

### Férfi egyes
Novak Đoković –  Andy Murray 6–7(2), 7–6(3), 6–3, 6–2

### Női egyes
Viktorija Azaranka –  Li Na 4–6, 6–4, 6–3

### Férfi páros
Bob Bryan /  Mike Bryan  –  Robin Haase /  Igor Sijsling 6–3, 6–4

### Női páros
Sara Errani /  Roberta Vinci –   Ashleigh Barty /  Casey Dellacqua 6–2, 3–6, 6–2

### Vegyes páros
Jarmila Gajdošová /  Matthew Ebden –  Lucie Hradecká /  František Čermák 6–3, 7–5

### Juniorok

#### Fiú egyéni
Nick Kyrgios –  Thanasi Kokkinakis 7–6(4), 6–3

#### Lány egyéni
Ana Konjuh –  Kateřina Siniaková 6–3, 6–4

#### Fiú páros
Jay Andrijic /  Bradley Mousley –  Maximilian Marterer /  Lucas Miedler 6–3, 7–6(3)

#### Lány páros
Ana Konjuh /  Carol Zhao –  Olekszandra Korasvili /  Barbora Krejčíková 5–7, 6–4, [10–7]

## Világranglistapontok
| Eredmény           | Férfi egyes | Férfi páros | Női egyes | Női páros |
| ------------------ | ----------- | ----------- | --------- | --------- |
| Győzelem           | 2000        | 2000        | 2000      | 2000      |
| Döntő              | 1200        | 1200        | 1400      | 1400      |
| Elődöntő           | 720         | 720         | 900       | 900       |
| Negyeddöntő        | 360         | 360         | 500       | 500       |
| 16 között          | 180         | 180         | 280       | 280       |
| 32 között          | 90          | 90          | 160       | 160       |
| 64 között          | 45          | 0           | 100       | 5         |
| 128 között         | 10          | –           | 5         | –         |
| Főtáblára jutás    | 25          | 25          | 60        | –         |
| Selejtező (3. kör) | 16          | –           | 50        | –         |
| Selejtező (2. kör) | 8           | –           | 40        | –         |
| Selejtező (1. kör) | 0           | –           | 2         | –         |

## Pénzdíjazás
A 2013-as Australian Openen a Grand Slam-tornák történetének eddigi legnagyobb pénzösszegét osztották szét a játékosok között, összesen mintegy 30 millió ausztrál dollárt. A jelentős növekedés annak köszönhető, hogy az előző év augusztusában a verseny bojkottálásáról szóló hírek röppentek fel a pénzdíj elosztásának viszonylagos aránytalanságai miatt. Elsősorban tehát azok a versenyzők kaptak magasabb jutalmat, akik a legkorábbi fordulókban estek ki, hogy az ausztráliai utazásuk költségei jobban megtérüljenek. A férfi és a női egyéni győztes fejenként 2 430 000 dollárt vihetett haza. Az alábbiakban ausztrál dollárban olvashatóak az összegek, párosnál feleződött az egy főre jutó díjazás.
| Eredmény             | Egyes*        | Páros**                   | Vegyes páros**            |
| Győzelem             | 2 430 000 $   | 475 000 $                 | 135 500 $                 |
| Döntő                | 1 215 000 $   | 237 500 $                 | 67 500 $                  |
| Elődöntő             | 500 000 $     | 118 750 $                 | 33 900 $                  |
| Negyeddöntő          | 250 000 $     | 60 000 $                  | 15 500 $                  |
| 16 között            | 125 000 $     | 33 500 $                  | 7800 $                    |
| 32 között            | 71 000 $      | 19 500 $                  | 3800 $                    |
| 64 között            | 45 500 $      | 12 500 $                  | –                         |
| 128 között           | 27 600 $      | –                         | –                         |
| Összesen             | 11 003 400 $* | 2 170 000 $*              | 456 000 $                 |
| Selejtező (döntő)    | 13 120 $      | *Nemenként **Csapatonként | *Nemenként **Csapatonként |
| Selejtező (2. kör)   | 6560 $        | *Nemenként **Csapatonként | *Nemenként **Csapatonként |
| Selejtező (1. kör)   | 3280 $        | *Nemenként **Csapatonként | *Nemenként **Csapatonként |
| Összesen (selejtező) | 629 760 $*    | *Nemenként **Csapatonként | *Nemenként **Csapatonként |